# Онтологија
Онтологија (грч. τό ον- биће, битак и λόγος - учење, реч, закон) је филозофска дисциплина која расправља ο бићу као бивствујућем, као и ο његовим општим, фундаменталним и конститутивним одређењима.
Сам израз онтологија (philosophia de ente) први пут се јавља 1613. године код Рудолфа Гокленијуса, а нешто касније и код Јохана Клауберга, који употребљава и термин онтософија (о бићу као бићу у одређеном систему категорија).

## Етимологија
Сложена реч онтологија ('проучавање постојања') комбинује
onto- (GEN. грч. ὄντος) и
-logia.
Док је етимологија грчка, најстарији постојећи записи о самој речи, новолатински облик ontologia. појавио се
1606. у делу Ogdoas Scholastica Јакоба Лорхарда (Lorhardus), и
1613. у делу Lexicon philosophicum Рудолфа Гекела (Goclenius).
Прво појављивање онтологије на енглеском језику, како га бележи Оксфордски речник енглеског језика, догодило се 1664. године преко рада Archelogia philosophica nova... Гидеона Харвеија. Ову реч су први пут у њеном латинском облику употребили филозофи.

## Преглед
Онтологија је блиско повезана са Аристотеловим питањем о 'being qua being': питањем шта је свим ентитетима у најширем смислу заједничко. Елејски принцип је један одговор на ово питање: он наводи да је биће нераскидиво везано за узрочност, или „моћ је ознака бића“. Један проблем са овим одговором је то што искључује апстрактне објекте. Још један експлицитан, али мало прихваћен одговор може се пронаћи у Берклијевом слогану да „бити значи бити опажен“. Интимно повезано, али не и идентичан са питањем 'being qua being' је проблем категорија. Категорије се обично сматрају највишим врстама или родовима. Систем категорија пружа класификацију ентитета која је искључива и исцрпна: сваки ентитет припада тачно једној категорији. Предложене су различите такве класификације, које често укључују категорије супстанци, својстава, односа, стања ствари или догађаја. У основи разликовања категорија су различити фундаментални онтолошки концепти и разлике, на пример, концепти посебности и универзалности, апстрактности и конкретности, онтолошке зависности, идентитета и модалитета. Ови концепти се понекад третирају као саме категорије, користе се за објашњење разлика између категорија или имају друге централне улоге за карактеризацију различитих онтолошких теорија. Унутар онтологије постоји недостатак општег консензуса у погледу начина дефинисања различитих категорија. Различити онтолози често се не слажу око тога да ли одређена категорија уопште има чланове или је нека категорија фундаментална.

### Појединости и универзалије
Појединости или појединци обично се разликују од универзалности. Универзалности се тичу особина које се могу илустровати различитим различитим појединостима. На пример, парадајз и јагода су две појединости које илуструју универзално црвенило. Универзалности могу бити присутни на различитим локацијама у свемиру истовремено, док су појединости ограничене на једну локацију у дато време. Штавише, универзалности могу бити потпуно присутне у различито време, због чега се понекад називају поновљивим за разлику од непоновљивих појединости. Такозвани проблем универзалности је проблем да се објасни како се различите ствари могу сложити у својим карактеристикама, нпр. како парадајз и јагода могу бити црвени. Реалисти о универзалностима верују да постоје универзалије. Они могу да реше проблем универзалности објашњавајући заједништво кроз универзалност коју дијеле оба ентитета. Реалисти су међусобно подељени у погледу тога да ли универзалности могу постојати независно од тога да ли су илустроване нечим („ante res”) или не („in rebus”). Номиналисти, с друге стране, негирају постојање универзалности. Они морају прибећи другим појмовима да објасне како обележје може бити заједничко за више ентитета, на пример, постављањем било фундаменталних односа сличности међу ентитетима (номинализам сличности) или заједничког чланства у заједничку природну класу (класни номинализам).

### Апстрактно и конкретно
Многи филозофи слажу се да постоји искључива и исцрпна разлика између конкретних објеката и апстрактних објеката. Неки филозофи сматрају да је ово најопштија подела бића. Примери конкретних објеката укључују биљке, људска бића и планете, док су ствари попут бројева, скупова и пропозиција апстрактни објекти. Али упркос општој сагласности у вези са случајевима парадигме, постоји мањи консензус о томе шта су карактеристичне ознаке конкретности и апстрактности. Популарни предлози укључују дефинисање разлике у смислу разлике између (1) постојања унутар или изван простор-времена, (2) са узроцима и последицама или не и (3) са постојањем или нужношћу постојања.

### Онтолошка зависност
Ентитет онтолошки зависи од другог ентитета ако први ентитет не може постојати без другог ентитета. Онтолошки независни ентитети, с друге стране, могу постојати сами по себи. На пример, површина јабуке не може постојати без јабуке и тако зависи од ње онтолошки. Ентитети који се често окарактеришу као онтолошки зависни укључују својства која зависе од њихових носилаца и граница које зависе од ентитета који их разграничавају из његовог окружења. Као што ови примери сугеришу, онтолошку зависност треба разликовати од каузалне зависности, у којој постојање последице зависи од узрока. Често је важно направити разлику између два типа онтолошке зависности: круте и генеричке. Крута зависност се односи на зависност од једног специфичног ентитета, као што површина јабуке зависи од њене специфичне јабуке. Генеричка зависност, с друге стране, укључује слабији облик зависности, само од одређеног типа ентитета. На пример, електрична енергија генерално зависи од наелектрисаних честица, али не зависи ни од једне специфичне наелектрисане честице. Односи зависности су релевантни за онтологију јер се често сматра да онтолошки зависни ентитети имају мање робустан облик постојања. На овај начин се у свет уводи хијерархија која са собом носи разлику између више и мање фундаменталних ентитета.

## Онтологија у античкој филозофији
Проблематика онтологије садржана је имплицитно и у првим филозофским погледима Милетске школе, мада се појам „биће“ први пут експлицитно јавља тек код Парменида и то у чувеној дефиницији „биће јесте, небиће није“. За Античку филозофију било је сасвим ново Парменидово потпуно занемаривање варљивих чулних података и окретање искључиво појмовима као једином извору знања. Последице оваквог мишљења су у потпуној супротности са свиме о чему нас чула обавештавају - кретање не постоји а све што ми називамо „светом“ је само привид.
Најзначајнији помак после Парменида учинили су атомисти - Леукип и Демокрит. Да би некако ипак објаснили чињеницу кретања морали су пристати на то да небиће ("празнина") ипак постоји а да је биће подељено у бесконачно много ситних „атома“.
Платон је биће поистоветио са вечним, непроменљивим идејама, док је код Аристотела онтологија шире третирана у оквиру опште метафизике.

## Онтологија у средњовековној филозофији
У средњовековној филозофији, онтологија има обележје спекулативне претпоставке, као и строго канонизоване и систематизоване шеме, у оквиру којих разне варијанте резултују сличним одговорима. Као широко и систематски обрађивана филозофска дисциплина, онтологија је третирана код Кристијана Вулфа (1679—1754) као рационална наука која сачињава теоријску филозофију или метафизику.
Код Имануела Канта (1724—1804), онтологија је такође део метафизике. Он уместо традиционалне онтологије, оснива трансценденталну филозофију, „као предворје праве метафизике’’, која жели поставити елементарне услове целокупног човековог знања априори.
За Г. В. Ф. Хегела (1770—1831), биће је прва и најапстрактнија категорија на самом почетку дијалектичког процеса. Биће и мишљење је у суштини једно те исто, односно, категорија бића код Хегела означава неодређену непосредност и управо се зато негира својом антитезом – небићем, а биће и небиће су само моменти у развоју апсолутне идеје (праве стварности).

## Онтологија у савременој филозофији
У новијој филозофији, значајан је покушај Н. Хартмана у делу Нови путеви онтологије, да анализира разне слојеве бића и онтологију супротстави метафизичким теоријама. Покушај Мартина Хајдегера, а и његово дело „фундаментална онтологија“, управљен је на људски опстанак. За њега, онтологија је појам који се односи на створени свет, а не односи се на нествореног Бога - он је метаонтологичан.
Онтологија увек даје основни печат и смер целокупном начину филозофирања, тј. онтологија унутар различитих филозофских система, увек представља темељ дотичног филозофског система.